# Yassine Achahbar
Yassine Achahbar né le 26 octobre 1988 à Anvers (Belgique), est un joueur international belge de futsal.

## Biographie
Yassine Achahbar naît à Anvers en Belgique de parents marocain. Il grandit dans le quartier de Borgerhout.
En janvier 2014, Yassine Achahbar sort de prison après avoir purgé trois mois. En février 2017, l'enquête se termine par une condamnation par le juge correctionnelle d'infliger une peine de trois ans d'emprisonnement, dont 18 mois avec sursis, à l'encontre de Yassine Achahbar pour trafic de cocaïne, bien que celui-ci se soit défendu d'avoir juste voulu voler quelque chose en raison de problèmes financiers,.
Sorti de prison en 2020, il rejoint le Futsal My-Cars Châtelet.

## Style de jeu
Il reçoit le surnom El Magico pour ses prouesses techniques en salle.

## Palmarès
- 2009 : Vainqueur du Soulier d'or espoir
- 2011 : Vainqueur de la Coupe de Belgique